# Nesticus tennesseensis
Espèce
Synonymes
- Ivesia tennesseensis Petrunkevitch, 1925

Nesticus tennesseensis est une espèce d'araignées aranéomorphes de la famille des Nesticidae.

## Distribution
Cette espèce est endémique des États-Unis. Elle se rencontre au Tennessee, en Caroline du Nord, en Virginie et en Virginie-Occidentale,.

## Description
Le mâle holotype mesure 3,740 mm et la femelle paratype 3,740 mm.
Le mâle décrit par Gertsch en 1984 mesure 3,35 mm et la femelle 3,7 mm.

## Systématique et taxinomie
Cette espèce a été décrite sous le protonyme Ivesia tennesseensis par Petrunkevitch en 1925. Elle est placée dans le genre Nesticus par Kaston en 1945.

## Étymologie
Son nom d'espèce, composé de tennesse[e] et du suffixe latin -ensis, « qui vit dans, qui habite », lui a été donné en référence au lieu de sa découverte, le Tennessee.

## Publication originale
- Petrunkevitch, 1925 : « Descriptions of new or inadequately-known American spiders. » Annals of the Entomological Society of America, vol. 18, no 3, p. 313-322 (texte intégral).